# Heidi Klum
Heidi Klum (legalmente Heidi Kaulitzdesde 2019, anteriormente Heidi Samuel desde 2009 al 2012; Bergisch Gladbach, Renania del Norte-Westfalia, 1 de junio de 1973) es una modelo, presentadora, empresaria, productora de televisión y actriz alemana. Conocida también por haber sido uno de los Ángeles de Victoria's Secret.

## Biografía
Se dio a conocer a finales de los años 1990 por desfilar para Victoria's Secret, donde se convirtió en uno de los primeros "Ángeles" y por posar para las revistas Elle, Sports Illustrated Swimsuit Issue o para las ediciones alemana y francesa de la revista Vogue. Además de desfilar, apareció en numerosos anuncios comerciales para McDonalds, Volkswagen, etc en varias series de televisión, incluyendo CSI: Miami, Spin City y Sex and the City y como actriz ocasional interpretó a una modelo de cabello bastante temperamental en la película Blow Dry, a una giganta en la película Ella Enchanted y a Ursula Andress en la película The Life and Death of Peter Sellers.
En diciembre de 2004, comenzó a producir el reality show Project Runway en el canal de televisión estadounidense-canadiense Bravo, en el cual los concursantes compiten por un contrato de ropa para varias casas de moda, así como otros premios.
Participó en los vídeos musicales del grupo británico Jamiroquai, «Love Foolosophy», y de la cantante australiana Sia, «Fire Meet Gasoline».
Sus propios diseños de ropa aparecen en el catálogo de ropa Otto, pedido por correo. Ella también ha diseñado calzado para Birkenstock, joyería para Mouawad y trajes de baño (mostrados en la revista Sports Illustrated Swimsuit Issue del año 2002), cuyo catálogo aparece en su propio sitio de Internet.
Es una ávida pintora y varios de sus cuadros han aparecido en revistas de arte estadounidenses.

## Carrera

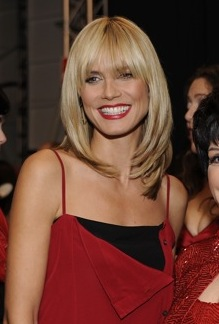
Heidi Klum en 2008.

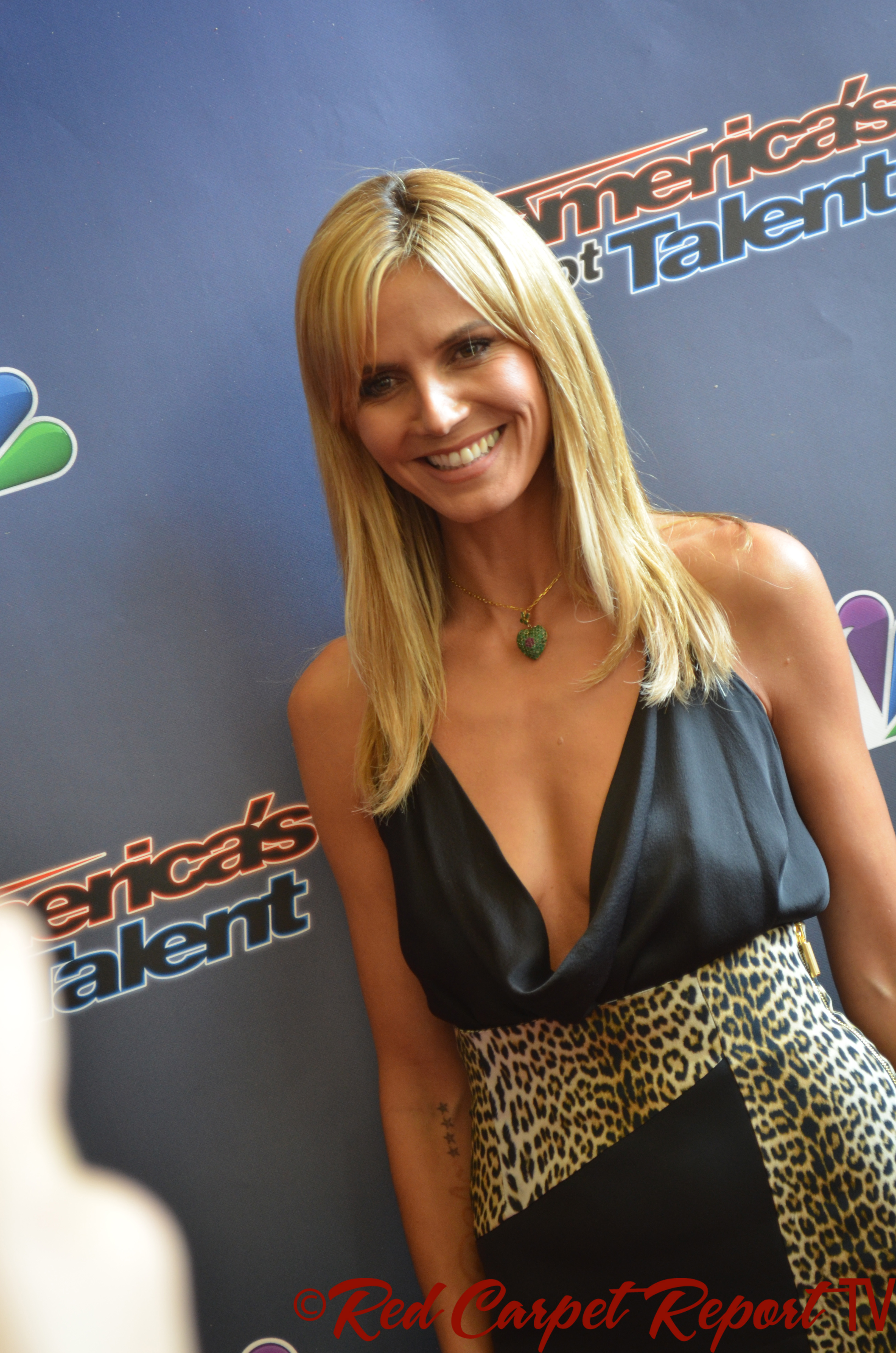
Heidi Klum en el año 2014.

Participó en un reality show en Alemania llamado Germany's next Topmodel en la cual fue la anfitriona y productora al lado de Tyra Banks. Este programa tuvo tres temporadas en las que se eligieron a tres nuevas modelos.
En diciembre de 2004, empezó como anfitriona del programa Project Runway en Estados Unidos el cual llegó a las quince temporadas y por el que Heidi fue nominada al Emmy.
Ha aparecido en episodios de la serie Malcolm in the middle, CSI: Miami, Sex and the City y Spin City y en las series Mujeres Desesperadas y How I Met Your Mother, hizo un capítulo de la sexta temporada (Mujeres Desesperadas) y tercera temporada (Cómo conocí a vuestra madre) interpretándose a ella misma. También apareció en la película The Devil Wears Prada (El Diablo viste a la Prada) interpretándose a ella misma. Heidi también hizo una aparición en la película Ella Enchanted interpretando a la giganta.
En 2007 Forbes la nombró la tercera modelo que más había ganado en el mundo dentro de una lista de 15.
El 30 de septiembre de 2010, anunció que dejaba de desfilar para la marca de Victoria's Secret, tras trece años y cuatro hijos desde que comenzó a trabajar para la firma de ropa interior.
Presentó la ceremonia de los MTV EMA's 2012 en Fráncfort (Alemania) el 11 de noviembre de 2012.

## Vida personal
Estuvo casada con su estilista Ric Pipino de septiembre de 1997 a noviembre de 2002. Posteriormente, tuvo un romance con el cantante Anthony Kiedis y otro con Flavio Briatore, exdirector deportivo del equipo Renault de Fórmula 1. El romance con este último terminó cuando ella quedó embarazada de él. Su hija se llama Helene «Leni», como una de las abuelas de Heidi y nació el 4 de mayo de 2004. La niña fue adoptada posteriormente por Seal, el esposo de Heidi y nunca fue reconocida por su verdadero padre, Briatore.
Estando embarazada, Heidi empezó una nueva relación con el cantante británico Seal. Klum y Seal se casaron el 10 de mayo de 2005 en la playa de Careyes en México. Han tenido tres hijos biológicos juntos, dos niños y una niña: «Henry» Günther Ademola Dashtu Samuel, nacido el 12 de septiembre de 2005, Johan Riley Fyodor Taiwo Samuel nacido por cesárea el 21 de noviembre de 2006 y por último Lou Soulola Samuel, una niña que nació el 10 de octubre de 2009.
Tras siete años de matrimonio, en enero de 2012, Heidi y Seal anuncian su separación en un comunicado publicado por la revista People.
En mayo de 2018, Heidi apareció en la Gala amfAR con su nueva pareja, Tom Kaulitz, el guitarrista de la banda alemana Tokio Hotel. De este modo hicieron pública la relación que mantienen en la intimidad desde febrero de 2018. En diciembre de ese mismo año la pareja anunció su compromiso.
Según varios medios de comunicación, Heidi contrajo nupcias legalmente en una ceremonia íntima con Tom Kaulitz, guitarrista de la banda Tokio Hotel el 3 de agosto de 2019 en California. Una segunda ceremonia se celebró en agosto en el lujoso yate “Christina O” frente a la isla italiana Capri.